# Vittorio Taviani
Vittorio Taviani (San Miniato, 20 september 1929 – Rome, 15 april 2018) was een Italiaans filmregisseur.

## Levensloop
Vittorio Taviani werkte altijd samen met zijn broer Paolo. De gebroeders Taviani begonnen met het draaien van documentaires in de jaren vijftig. Vanaf 1962 regisseerden ze ook speelfilms. Zij braken internationaal door met de film Padre padrone (1977) die de Gouden Palm won op het Filmfestival van Cannes. Daarnaast wonnen ze met het docudrama Cesare deve morire (2012) de Gouden Beer op het Filmfestival van Berlijn. Hun gestileerde films zijn doordrongen van symboliek, maar zijn toch toegankelijk voor een breed publiek. Ze spelen zich dikwijls af in het zuiden van Italië.
Taviani overleed op 88-jarige leeftijd.

## Filmografie
- 1962 - Un uomo da bruciare
- 1967 - I sovversivi
- 1968 - Sotto il segno dello scorpione
- 1974 - Allonsanfàn
- 1977 - Padre padrone
- 1982 - La notte di San Lorenzo
- 1984 - Kaos
- 1987 - Good morning Babilonia
- 1990 - Il sole anche di notte
- 1993 - Fiorile
- 1996 - Le affinità elettive
- 1998 - Tu ridi
- 2001 - Resurrezione
- 2004 - Luisa Sanfelice
- 2007 - La masseria delle allodole
- 2012 - Cesare deve morire
- 2015 - Maraviglioso Boccaccio